# Milo Đukanović
Milo Đukanović (Montenegrijns: Мило Ђукановић) (Nikšić, 15 februari 1962) is een Montenegrijns politicus. Tussen 2018 en 2023 was hij de president van Montenegro. Eerder was hij ook al president (1998-2002) en viermaal premier van zijn land. Van 1998 tot 2023 was hij de politiek leider van de Democratische Partij van Socialisten van Montenegro (DPS).

## Politieke loopbaan

### 1991 – 2006
Đukanović was in zijn loopbaan gedurende vier periodes (1991-1998, 2003-2006, 2008-2010 en 2012-2016) premier van Montenegro. Aan het begin van zijn eerste ambtstermijn maakte Montenegro nog deel uit van Joegoslavië, dat echter spoedig uit elkaar zou vallen. Tijdens de anti-bureaucratische revolutie en de Joegoslavische oorlogen was Đukanović een medestander van de Servische president Slobodan Milošević. Vanaf 1992 maakte Montenegro samen met Servië deel uit van de Federale Republiek Joegoslavië. In 1997, toen hij zich na een ruzie van Milošević had gedistantieerd, deed Đukanović mee aan de Montenegrijnse presidentverkiezingen. Hij versloeg hierbij de zittende president en zijn voormalige bondgenoot Momir Bulatović en werd beëdigd in januari 1998. Tijdens zijn presidentschap brak de Kosovo-oorlog uit en werd Joegoslavië gebombardeerd door de NAVO. Ondanks Đukanović' afkeer van Milošević' politiek werd ook Montenegro enkele malen getroffen.
In 2002 tekende Đukanović een overeenkomst met Servië, waardoor de twee deelstaten vanaf 2003 verder gingen in de confederatie Servië en Montenegro. Đukanović nam niet deel aan de presidentsverkiezingen van 2002 en trad in november van dat jaar vroegtijdig af om opnieuw premier te worden. Zijn voorganger als premier, Filip Vujanović, volgde hem op als president. In 2006, tijdens het laatste jaar van zijn tweede termijn als premier, werd in Montenegro een onafhankelijkheidsreferendum gehouden, waarna het land een volledig onafhankelijke staat werd.

### 2006 – 2016
Bij de parlementsverkiezingen in het najaar van 2006 behaalde de pro-Europese alliantie, waarvan de DPS de basis vormde, een klinkende overwinning. Đukanović ambieerde op dat moment echter geen nieuwe termijn en kondigde zijn aftreden aan. Hij bleef wel partijleider en parlementslid. De nieuwe premier werd partijgenoot Željko Šturanović, maar toen deze in 2008 vanwege gezondheidsredenen moest terugtreden, kwam Đukanović toch weer opnieuw in beeld. President Vujanović droeg hem voor, waarna hij het premierschap van februari 2008 tot eind december 2010 opnieuw bekleedde. Zijn pro-Europese beleid resulteerde aan het einde van zijn ambtstermijn in Montenegro's status als kandidaat-lid van de Europese Unie.
Na het premierschap van partijgenoot Igor Lukšić (2010-2012) kwam Đukanović na de succesvolle verkiezingen van oktober 2012 wederom aan de macht. Hij vormde andermaal een kabinet en was vervolgens tot 2016 weer premier. In deze periode stuurde hij Montenegro richting de toetreding tot de NAVO, maar werd hij ook door de Organized Crime and Corruption Reporting Project uitgeroepen tot 'persoon van het jaar', vanwege het kleptocratische politieke klimaat waarin Montenegro als een vluchthaven wordt beschouwd voor de georganiseerde misdaad.

### Sinds 2018
Bij de presidentsverkiezingen van april 2018 mocht zittend president Vujanović zich na twee volledige ambtstermijnen niet meer herkiesbaar stellen. DPS-partijleider Đukanović stelde zich in zijn plaats kandidaat en wist al in de eerste ronde ruim 53% van de stemmen te verwerven, een comfortabele meerderheid waarmee een tweede ronde overbodig werd. Zijn voornaamste tegenstander, de onafhankelijke Mladen Bojanić, strandde op ruim 33%. Op 20 mei 2018, ruim vijftien jaar na het einde van zijn eerste periode als president, keerde Đukanović terug in het presidentiële ambt. In 2019 werden voornamelijk in de hoofdstad Podgorica grootschalige demonstraties georganiseerd, waarbij Đukanović, en in mindere mate premier Duško Marković, beschuldigd werden van onder meer corruptie, particratie, nepotisme, verkiezingsfraude en autoritarisme. Voor het eerst sinds het begin van de jaren 1990 verloor de DPS bij de parlementsverkiezingen van 2020 haar parlementaire meerderheid aan de oppositiepartijen.
Ondanks zijn tanende populariteit stelde Đukanović zich in het voorjaar van 2023 herkiesbaar voor een volgende ambtstermijn als president. Hoewel hij erin slaagde de eerste ronde te winnen, bleef hij met zo'n 35% van de stemmen ver van een meerderheid, net als de andere kandidaten. Hierdoor werd voor het eerst sinds de presidentsverkiezingen van 1997 een tweede ronde noodzakelijk. In deze beslissende ronde, die plaatsvond op 2 april, nam Đukanović het op tegen de 36-jarige Jakov Milatović van de partij Europa Nu (Pokret Evropa sad, PES), die kon rekenen op de steun van vrijwel de voltallige oppositie. Met 59% van de stemmen voor Milatović werd Đukanović (41%) duidelijk verslagen. Op 20 mei 2023 nam Milatović het presidentschap over, waarmee Montenegro voor het eerst sinds 1990 een president kreeg van een andere partij dan de DPS. Đukanović legde na zijn nederlaag het partijleiderschap van de DPS na bijna 25 jaar neer. Danijel Živković werd voorlopig aangesteld als opvolger.
- Gemeinsame Normdatei: 121239926
- International Standard Name Identifier: 0000 0001 1494 7340
- Library of Congress Control Number: no98123697
- Nationale Bibliotheek van Tsjechië: xx0046776
- Nationale Bibliotheek van Polen: a0000003759390
- Virtual International Authority File: 85595328
- WorldCat: E39PBJhRPhcRY4YHDw7RQJhGpP